# Hubice
 Hubice (în maghiară Nemesgomba, pronunție maghiară:[ˈnɛmɛʃɡombɒ]) este un sat și comună în districtul Dunajská Streda din regiunea Trnava, aflată în sud-vestul Slovaciei.

## Etimologie
Numele său este derivat din gǫba (în slovacă huba) – gură, cu referire probabil la gura unui râu. Un cuvânt cu aceeași valoare semantică există, de exemplu, și în rusă губа (guba) – golf.

## Istoric
Satul a fost menționat pentru prima dată în evidențele istorice vechi în anul 1293, cu numele de Gumba. Până la sfârșitul Primului Război Mondial a făcut parte din Ungaria, fiind inclus în districtul Somorja din comitatul Pojon. După ce Armata Austro-Ungară s-a dezintegrat în noiembrie 1918, trupele cehoslovace au ocupat zona. După Tratatul de la Trianon din 1920, satul a devenit oficial parte a Cehoslovaciei. În noiembrie 1938, zona respectivă a fost acordată Ungariei prin Primul dictat de la Viena și a fost administrată de Ungaria până în 1945. După eliberarea Cehoslovaciei în 1945, satul a revenit sub administrație cehoslovacă și a devenit oficial parte a Cehoslovaciei prin Tratatul de Pace de la Paris încheiat în 1947.

## Demografie
| An:                | 1994 | 2004   | 2014    | 2024    |
| ------------------ | ---- | ------ | ------- | ------- |
| Număr de persoane: | 504  | 510    | 576     | 656     |
| Diferență:         |      | +1,19% | +12,94% | +13,88% |

| An:                | 2023 | 2024   |
| ------------------ | ---- | ------ |
| Număr de persoane: | 649  | 656    |
| Diferență:         |      | +1,07% |

Populația satului era de 504 persoane, potrivit recensământului din 2001, în timp ce estimarea Oficiului de Statistică de la sfârșitul anului 2008 menționa 546 locuitori. În anul 2001, 77,18% din locuitorii satului erau etnici maghiari, iar 22,02% erau etnici slovaci. Majoritatea locuitorilor (92,86% din totalul populației) sunt de confesiune romano-catolică.

## Geografie
Localitatea se află la o altitudine de 126 de metri și acoperă o suprafață de 5,360 km². Are o populație de aproximativ 510 persoane.